# Cá nhiều vây vạch sọc
Cá nhiều vây vạch sọc (tên khoa học Polypterus delhezi) là một loài cá giống rắn từ sông Congo, đặc biệt trong các phần trung và thượng lưu. Loài này là một trong những loài thường được tìm thấy trong các cửa hàng vật nuôi thương mại.

## Mô tả
P. delhezi có lưng và hai bên màu xám, với các vệt màu vàng hoặc màu xanh lá cây. Bề mặt bụng có xu hướng nhạt màu hơn, gần hơn với màu kem hơn màu xám. P. delhezi có miệng nhỏ hơn so với cơ thể của mình và các loài cá khác trong họ chúng, và phân biệt với các loài khác bởi 7-8 dải dọc tối màu, có thể khác nhau về độ dày giữa các cá thể. Nó có 10-13 vây phụ lưng.

## Chế độ ăn uống
Giống như hầu hết polypterids, P. delhezi sẽ dễ dàng ăn thịt bò thăn, nhuyễn thể, Mysida, và thịt viên cá thương mại trong điều kiện nuôi nhốt.

## Hình ảnh

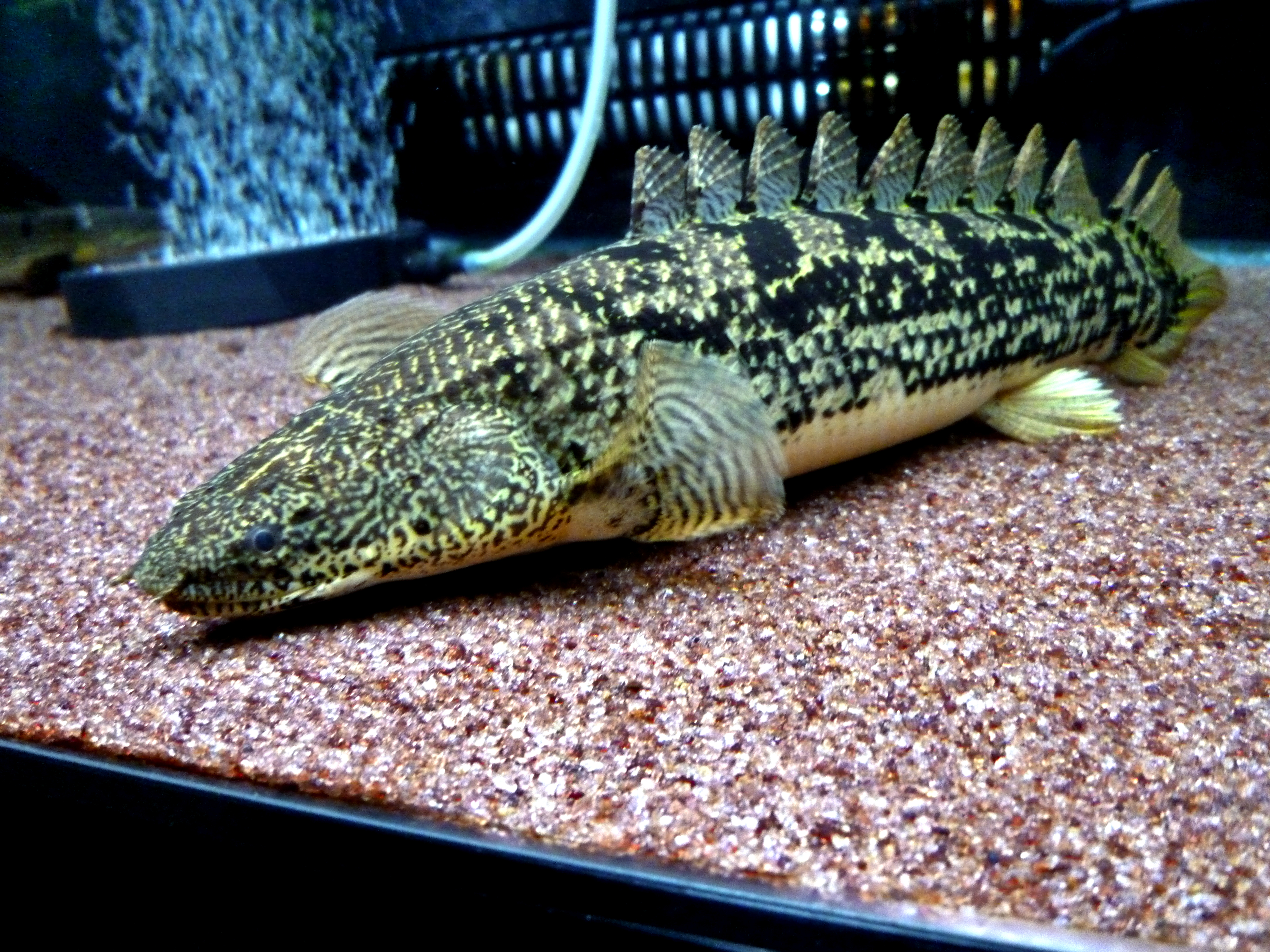